# پتسی مونتانا
پتسی مونتانا (انگلیسی: Patsy Montana؛ ۳۰ اکتبر ۱۹۰۸ – ۳ مهٔ ۱۹۹۶) یک موسیقی‌دان اهل ایالات متحده آمریکا بود.